# Appana malayana
Appana malayana är en fjärilsart som beskrevs av W. Warren 1915. Appana malayana ingår i släktet Appana och familjen nattflyn. Inga underarter finns listade i Catalogue of Life.